# Lista odcinków serialu Killjoys
Poniżej znajduje się lista odcinków serialu telewizyjnego Killjoys – emitowanego przez amerykańską stację telewizyjną  SyFy od 16 stycznia 2015 roku. W Polsce serial będzie emitowany od 6 listopada 2016 roku przez SciFi Universal
| Sezon | Sezon | Odcinki | Oryginalna emisja SyFy | Oryginalna emisja SyFy | Oryginalna emisja | Oryginalna emisja | Oryginalna emisja |
| Sezon | Sezon | Odcinki | Premiera sezonu        | Finał sezonu           | Premiera sezonu   | Finał sezonu      |                   |
| ----- | ----- | ------- | ---------------------- | ---------------------- | ----------------- | ----------------- | ----------------- |
|       | 1     | 10      | 19 czerwca 2015        | 21 sierpnia 2015       | 6 listopada 2016  | 8 stycznia 2017   |                   |
|       | 2     | 10      | 1 lipca 2016           | 2 września 2016        | 16 kwietnia 2017  | 18 czerwca 2017   |                   |
|       | 3     | 10      | 30 czerwca 2017.       | 1 września 2017        | 17 czerwca 2018.  | 19 sierpnia 2018  |                   |
|       | 4     | 10      | 20 lipca 2018          | 21 września 2018       | 5 lutego 2019     | 9 kwietnia 2019   |                   |
|       | 5     | 10      | 19 lipca 2019          | 20 września 2019       | —                 | —                 |                   |

## Sezon 1 (2015)
| Nr | #  | Tytuł                                        | Reżyseria       | Scenariusz                        | Premiera SyFy    | Premiera SciFi Universal |
| -- | -- | -------------------------------------------- | --------------- | --------------------------------- | ---------------- | ------------------------ |
| 1  | 1  | 'Bangarang' Bangarang                        | Chris Grismer   | Michael Foster, Michelle Lovretta | 19 czerwca 2015  | 6 listopada 2016         |
| 2  | 2  | 'Rozróba w Sugar Point ' The Sugar Point Run | Chris Grismer   | Jeremy Boxen, Michael Foster      | 26 czerwca 2015  | 13 listopada 2016        |
| 3  | 3  | 'Żniwa' The Harvest                          | Michael Robison | Michael Foster, Aaron Martin      | 3 lipca 2015     | 20 listopada 2016        |
| 4  | 4  | 'Naczynie' Vessel                            | Andy Mikita     | Emily Andras, Michael Foster      | 10 lipca 2015    | 27 listopada 2016        |
| 5  | 5  | 'Błąd w systemie' A Glitch in the System     | Chris Grismer   | Adam Barken                       | 17 lipca 2015    | 4 grudnia 2016           |
| 6  | 6  | 'Jedna krew' One Blood                       | Michael Nankin  | Annmarie Morais                   | 24 lipca 2015    | 11 grudnia 2016          |
| 7  | 7  | 'Pożegnalny pocałunek' Kiss Kiss, Bye Bye    | Paolo Barzman   | Michelle Lovretta                 | 31 lipca 2015    | 18 grudnia 2016          |
| 8  | 8  | 'Deszcz' Come the Rain                       | Peter Stebbings | Jeremy Boxen                      | 7 sierpnia 2015  | 25 grudnia 2016          |
| 9  | 9  | 'Nasz wróg, Khlyen ' Enemy Khylen            | Paolo Barzman   | Emily Andras                      | 14 sierpnia 2015 | 1 stycznia 2017          |
| 10 | 10 | 'Prędkość ucieczki' Escape Velocity          | Ken Girotti     | Michelle Lovretta                 | 21 sierpnia 2015 | 8 stycznia 2017          |

## Sezon 2 (2016)
| Nr | #  | Tytuł                                                                                | Reżyseria           | Scenariusz                      | Premiera SyFy    | Premiera         |
| -- | -- | ------------------------------------------------------------------------------------ | ------------------- | ------------------------------- | ---------------- | ---------------- |
| 11 | 1  | 'Dutch i prawdziwa dziewczyna' Dutch and the Real Girl                               | Stefan Pleszczynski | Michelle Lovretta               | 1 lipca 2016     | 16 kwietnia 2017 |
| 12 | 2  | ' Bardzo dzikie Westerly' Wild, Wild Westerley                                       | Martin Wood         | Sean Reycraft                   | 8 lipca 2016     | 23 kwietnia 2017 |
| 13 | 3  | 'Tunel' Shaft                                                                        | Martin Wood         | Jon Cooksey                     | 15 lipca 2016    | 30 kwietnia 2017 |
| 14 | 4  | 'Nauczka' Schooled                                                                   | Ruba Nadda          | Jennifer Kennedy, Julian Doucet | 22 lipca 2016    | 7 maja 2017      |
| 15 | 5  | 'Spotkanie z rodzicami' Meet the Parents                                             | Jeff Renfroe        | Adam Barken                     | 29 lipca 2016    | 14 maja 2017     |
| 16 | 6  | ' Kocham Lucy ' I Love Lucy                                                          | Grant Harvey        | Jon Cooksey                     | 5 sierpnia 2016  | 21 maja 2017     |
| 17 | 7  | 'Pudełko w kształcie serca ' Heart-Shaped Box                                        | April Mullen        | Michelle Lovretta               | 12 sierpnia 2016 | 28 maja 2017     |
| 18 | 8  | 'Metalowy mnich' Full Metal Monk                                                     | Paolo Barzman       | Sean Reycraft                   | 19 sierpnia 2016 | 4 czerwca 2017   |
| 19 | 9  | 'Grzeczny Johnny' Johnny Be Good                                                     | Stefan Pleszczynski | Adam Barken                     | 26 sierpnia 2016 | 11 czerwca 2017  |
| 20 | 10 | 'Jak zabijać przyjaciół i wpływać na ludzi' How to Kill Friends and Influence People | Peter Stebbings     | Michelle Lovretta, Jeremy Boxen | 2 września 2016  | 18 czerwca 2017  |

## Sezon 3 (2017)
| Nr | #  | Tytuł                                                       | Reżyseria           | Scenariusz            | Premiera SyFy    | Premiera SciFi Universal |
| -- | -- | ----------------------------------------------------------- | ------------------- | --------------------- | ---------------- | ------------------------ |
| 21 | 1  | 'Boondoggie' Boondoggie                                     | Stefan Pleszczynski | Michelle Lovretta     | 30 czerwca 2017  | 17 czerwca 2018          |
| 22 | 2  | ' Po drugiej stronie' A Skinner, Darkly                     | Andy Mikita         | Michelle Lovretta     | 7 lipca 2017     | 24 czerwca 2018          |
| 23 | 3  | 'Oczy Hullenów' The Hullen Have Eyes                        | Ruba Nadda          | Adam Barken           | 14 lipca 2017    | 1 lipca 2018             |
| 24 | 4  | ' Lew, wiedźma i watażka' The Lion, the Witch & the Warlord | Paolo Barzman       | Julian Doucet         | 21 lipca 2017    | 8 lipca 2018             |
| 25 | 5  | 'Atak na KRA' Attack the Rack                               | Jeff Renfroe        | Shernold Edwards      | 28 lipca 2017    | 15 lipca 2018            |
| 26 | 6  | 'Czas Nekropolii' Bug in an Elevator                        | Samir Rehem         | Andrew De Angelis     | 4 sierpnia 2017  | 22 lipca 2018            |
| 27 | 7  | 'Karmiony wilk' The Wolf You Feed                           | Stefan Pleszczynski | Nikolijne Troubetzkoy | 11 sierpnia 2017 | 29 lipca 2018            |
| 28 | 8  | ' Skok, skarbie' Heist, Heist Baby                          | April Mullen        | Julie Puckrin         | 18 sierpnia 2017 | 5 sierpnia 2018          |
| 29 | 9  | 'Rozliczeniowa demolka' Reckoning Ball                      | Peter Stebbings     | Adam Barken           | 25 sierpnia 2017 | 12 sierpnia 2018         |
| 30 | 10 | 'Wojenny orgazm' Wargasm                                    | Stefan Pleszczynski | Michelle Lovretta     | 1 września 2017  | 19 sierpnia 2018         |

## Sezon 4 (2018)
| Nr | #  | Tytuł | Reżyseria             | Scenariusz            | Premiera SyFy    | Premiera SciFi Universal |
| -- | -- | --- | --------------------- | --------------------- | ---------------- | ------------------------ |
| 31 | 1  | Wojownicza panna młoda The Warrior Princess Bride                                                                        | Stefan Pleszczynski   | Michelle Lovretta     | 20 lipca 2018    | 5 lutego 2019            |
| 32 | 2  | Niebezpieczny Johnny Johnny Dangerously                                                                                  | Samir Rehem           | Michelle Lovretta     | 27 lipca 2018    | 12 lutego 2019           |
| 33 | 3  | Męska wycieczka Bro-d Trip                                                                                               | Samir Rehem           | Julian Doucet         | 3 sierpnia 2018  | 19 lutego 2019           |
| 34 | 4  | Czego się spodziewać, kiedy spodziewasz się... obcego pasożyta What to Expect When You're Expecting... An Alien Parasite | Stefan Pleszczynski   | Nikolijne Troubetzkoy | 10 sierpnia 2018 | 26 lutego 2019           |
| 35 | 5  | Zielone bóle Greening Pains                                                                                              | Stefan Pleszczynski   | Adam Barken           | 17 sierpnia 2018 | 5 marca 2019             |
| 36 | 6  | Morderca o niewinnej twarzy Baby, Face Killer                                                                            | Stefan Pleszczynski   | Julie Puckrin         | 24 sierpnia 2018 | 12 marca 2019            |
| 37 | 7  | Gdzieżeś, matko? O Mother, Where Art Thou?                                                                               | Michael Marshall      | Andrew De Angelis     | 31 sierpnia 2018 | 19 marca 2019            |
| 38 | 8  | Grabież rodzinna It Takes a Pillage                                                                                      | Stephanie Morgenstern | Derek Robertson       | 7 września 2018  | 26 marca 2019            |
| 39 | 9  | Wszystko w porządku The Kids Are Alright                                                                                 | Stefan Pleszczynski   | Julian Doucet         | 14 września 2018 | 2 kwietnia 2019          |
| 40 | 10 | Zagłada Sporemageddon | Stefan Pleszczynski   | Adam Barken           | 21 września 2018 | 9 kwietnia 2019          |

## Sezon 5 (2019)
| Nr | #  | Tytuł                                 | Reżyseria           | Scenariusz                   | Premiera SyFy    | Premiera SciFi Universal |
| -- | -- | ------------------------------------- | ------------------- | ---------------------------- | ---------------- | ------------------------ |
| 41 | 1  | Biegnij, Yala, biegnij Run, Yala, Run | Peter Stebbings     | Michelle Lovretta            | 19 lipca 2019    | 17 stycznia 2020         |
| 42 | 2  | Wina deszczu Blame it on the Rain     | Peter Stebbings     | Nikolijne Troubetzkoy        | 26 lipca 2019    | 24 stycznia 2020         |
| 43 | 3  | Three Killjoys and a Lady             | Paolo Barzman       | Vivian Lin & Derek Robertson | 2 sierpnia 2019  | 31 stycznia 2020         |
| 44 | 4  | Pechowy statek Ship Outta Luck        | Paolo Barzman       | Julie Puckrin                | 9 sierpnia 2019  | 7 lutego 2020            |
| 45 | 5  | Dziewczyna w klatce A Bout, A Girl    | James Genn          | Andrew De Angelis            | 16 sierpnia 2019 | 14 lutego 2020           |
| 46 | 6  | Troje buntowników Three Mutineers     | James Genn          | Adam Barken                  | 23 sierpnia 2019 | 21 lutego 2020           |
| 47 | 7  | Cherchez La Bitch                     | Paolo Barzman       | Michelle Lovretta            | 30 sierpnia 2019 | 28 lutego 2020           |
| 48 | 8  | Don't Stop Beweaving                  | Paolo Barzman       | Julian Doucet                | 6 września 2019  | nieemitowany             |
| 49 | 9  | Terraformance Anxiety                 | Stefan Pleszczynski | Adam Barken                  | 13 września 2019 | nieemitowany             |
| 50 | 10 | Last Dance                            | Stefan Pleszczynski | Michelle Lovretta            | 20 września 2019 | nieemitowany             |